# Michał Kalecki
Michał Kalecki ([ˈmixau̯ kaˈlɛt͡ski]), född 22 juni 1899 i Łódź, död 18 april 1970 i Warszawa, var en polsk ekonom.

## Biografi
Under sitt liv arbetade Kalecki vid London School of Economics, University of Cambridge, University of Oxford och Warsaw School of Economics och var en ekonomisk rådgivare för regeringarna i Polen, Frankrike, Kuba, Israel, Mexiko och Indien. Han var också biträdande chef för FN:s ekonomiska avdelning i New York City.
Kalecki har kallats "en av de mest utmärkta ekonomerna under 1900-talet" och "troligen den mest originella". Det hävdas ofta att han utvecklade många av samma idéer som John Maynard Keynes före Keynes, men han förblir mycket mindre känd för den engelsktalande världen. Han erbjöd en syntes som integrerade marxistisk klassanalys och den nya litteraturen om oligopolteori, och hans arbete hade ett betydande inflytande på både den neo-marxiska Monopoly Capital av Sweezy och de postkynesianstiska ekonomiska tankarna. Han var en av de första makroekonomerna som använde matematiska modeller och statistiska uppgifter på ekonomiska frågor. Som en politisk ekonom och en person med vänsterövertygelse betonade Kalecki de sociala aspekterna och konsekvenserna av den ekonomiska politiken.
Kalecki gjorde stora teoretiska och praktiska bidrag inom konjunkturcykeln, tillväxt, full sysselsättning, inkomstfördelning, den politiska boomcykeln, den oligopolistiska ekonomin och risken. Bland hans andra betydande intressen var monetära frågor, ekonomisk utveckling, finans, ränta och inflation. År 1970 nominerades Kalecki till Sveriges Riksbanks pris i ekonomisk vetenskap till Alfred Nobels minne, men han dog samma år.

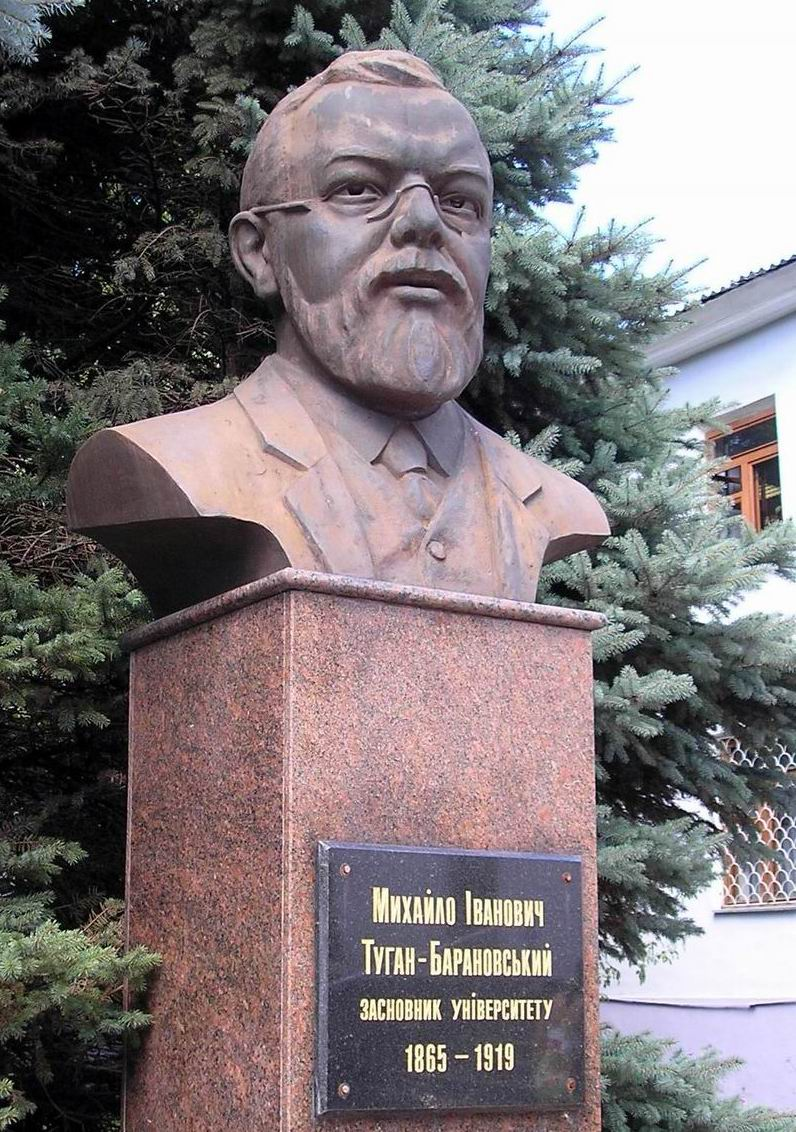
Staty över Myhaylo Tuhan-Baranovsky som var en av få ekonomer som den unge Kalecki ägnade uppmärksamhet.